# Taylor County (Georgia)
Das Taylor County ist ein County im Bundesstaat Georgia der Vereinigten Staaten. Der Verwaltungssitz (County Seat) ist Butler.

## Geographie
Das County liegt im mittleren Westen von Georgia, ist etwa 80 km von Alabama entfernt und hat eine Fläche von 983 Quadratkilometern, wovon sechs Quadratkilometer Wasseroberfläche sind, und grenzt im Uhrzeigersinn an folgende Countys: Upson County, Crawford County, Peach County, Macon County, Schley County, Marion County und Talbot County.

## Geschichte
Taylor County wurde am 15. Januar 1852 als 98. County von Georgia aus Teilen des Macon County, des Marion County und des Talbot County gebildet. Benannt wurde es nach Zachary Taylor, einem Offizier im texanisch-mexikanischen Krieg und späteren 12. Präsidenten der Vereinigten Staaten. Der Film For One Night mit Raven-Symoné Pearman aus dem Jahre 2006 behandelte dieses Thema.

## Demografische Daten
Laut der Volkszählung von 2010 verteilten sich die damaligen 8906 Einwohner auf 3522 bewohnte Haushalte, was einen Schnitt von 2,44 Personen pro Haushalt ergibt. Insgesamt bestehen 4563 Haushalte.
66,5 % der Haushalte waren Familienhaushalte (bestehend aus verheirateten Paaren mit oder ohne Nachkommen bzw. einem Elternteil mit Nachkomme) mit einer durchschnittlichen Größe von 3,04 Personen. In 32,6 % aller Haushalte lebten Kinder unter 18 Jahren sowie in 29,3 % aller Haushalte Personen mit mindestens 65 Jahren.
27,5 % der Bevölkerung waren jünger als 20 Jahre, 23,0 % waren 20 bis 39 Jahre alt, 28,5 % waren 40 bis 59 Jahre alt und 21,0 % waren mindestens 60 Jahre alt. Das mittlere Alter betrug 40 Jahre. 48,3 % der Bevölkerung waren männlich und 51,7 % weiblich.
58,5 % der Bevölkerung bezeichneten sich als Weiße, 39,3 % als Afroamerikaner, 0,1 % als Indianer und 0,6 % als Asian Americans. 0,7 % gaben die Angehörigkeit zu einer anderen Ethnie und 0,8 % zu mehreren Ethnien an. 1,8 % der Bevölkerung bestand aus Hispanics oder Latinos.
Das durchschnittliche Jahreseinkommen pro Haushalt lag bei 27.114 USD, dabei lebten 28,4 % der Bevölkerung unter der Armutsgrenze.

## Orte im Taylor County
Orte im Taylor County mit Einwohnerzahlen der Volkszählung von 2010:
City:
- Butler (County Seat) – 1972 Einwohner

Town:
- Reynolds – 1086 Einwohner

Census-designated place:
- Howard – 110 Einwohner